# Paul Esswood
Paul Esswood (West Bridgford, 6 giugno 1942) è un controtenore inglese, noto come interprete delle cantate di Bach e delle opere di Handel e Monteverdi. Insieme ai suoi connazionali Alfred Deller e James Bowman, ha svolto un ruolo fondamentale nella riscoperta della vocalità del controtenore in epoca moderna.

## Biografia
Dopo aver studiato al Royal College of Music di Londra dal 1961 al 1964, ha debuttato professionalmente  nel Messiah di Handel in una incisione per la BBC nel 1971.
A partire dagli anni Settanta, Esswood ha partecipato alla registrazione di oltre 150 opere, fra le quali moltissime cantate di Bach nella registrazione integrale storica diretta da Nikolaus Harnoncourt e Gustav Leonhardt: al suo attivo figurano ben quattro registrazioni discografiche del Messiah, oltre a quelle di molti lavori di Henry Purcell, Claudio Monteverdi, Francesco Cavalli, Marc-Antoine Charpentier e di altri musicisti del periodo barocco.
Per lui hanno scritto anche musicisti contemporanei, fra cui Philip Glass (Akhnaten)  e Penderecki (Paradise Lost). Esswood ha inoltre cantato alla prima rappresentazione della Seconda sinfonia di Schnittke.
Egli ha inoltre fondato l'ensemble Pro Cantione Antiqua, un gruppo di voci maschili a cappella, specializzato nell'esecuzione di musica antica. Negli ultimi anni si è anche dedicato alla direzione d'orchestra di musica barocca ottenendo lusinghieri riconoscimenti.